# Градски площад (Куманово)
Градският площад (на македонска литературна норма: Градски плоштад) е основният площад в центъра на град Куманово, Република Македония. Официалното име на площада е „Нова Югославия“ (Нова Југославија).
Площадът е смята за сърцето на града и на него са някои от архитектурните му забележителности. На югоизточната страна е Занаятчийският дом - може би най-забележителната сграда на Куманово. Срещу Занаятчийският дом има бронзова статуя на кумановския шегобиец Батко Георгия, разположена при реконструкцията на плошада в 2006 в центъра на фонтан. На северозападния ъгъл на площада е Касапският кръг, в който днес се помещават кафета и ресторанти, както и Художествената галерия на града. В северозападния ъгъл е паметникът Четири стълба с фонтан. Паметникът е поставен в 2006 година, на мястото, на което в 1937 година са поставени четири дървени стълба и трансформатор, част от проекта за електрификация на града. С годините това място става култово място за срещи на кумановци. На север е търговският център „Нама“. На югоизток граничи с Малкият площад. Около площада има много магазини, кафенета и барове, а на самия площад се провеждат концерти, изложби и други събития.